# The Biography Channel (España)
The Biography Channel fue un canal de televisión que emitió en satélite, cable y ADSL o IPTV en España y Portugal. Nació el 13 de enero de 2005 y cesó sus emisiones el 2 de octubre de 2014. Fue sustituido por A&E.

## Carrera
BIO fue un canal de televisión que se acercaba a la vida de las celebridades del mundo del cine, la moda, el espectáculo o el deporte, o aquellas personas que crean tendencia. El canal mostraba en exclusiva cómo son y cómo viven los personajes famosos, sus secretos y curiosidades, sus aspectos más desconocidos y su faceta más privada. Su programación desvela los secretos y los triunfos de las personalidades más influyentes y carismáticas del mundo. Desde Rania de Jordania a Hillary Clinton, pasando por Angelina Jolie, David Beckham, Madonna, Hugh Jackman, Lewis Hamilton o Valentino. BIO apostaba, además, por documentales de producción propia y ofrecía especiales en torno a las personalidades más relevantes del país. BIO llegó en exclusiva a España y a Portugal de la mano de Chello Multicanal y AETN, productoras también de otros canales conocidos como Crimen & Investigación e Historia.
Bio. tenía sus emisiones en bilingües (en español y portugués).
El 4 de diciembre de 2012, el operador Movistar TV anunció que el canal abandonaría su dial el 1 de enero de 2013. Finalmente el 24 de diciembre de 2012 se informó que Chello Multicanal, productora del canal y Movistar TV habían llegado a un acuerdo de última hora, por lo que el canal no abandonó el dial. El 2 de octubre de 2014, Bio. cesó sus emisiones, tanto en España como en Portugal, y fue sustituido por el canal A&E.